# دوج میفر
دوج میفر (انگلیسی: Dodge Mayfair) مدلی از خودروهای تولید شده توسط دوج از سال ۱۹۵۰ تا ۱۹۵۹ است که به عنوان یک مدل میان رده بین خطوط Coronet و Royal معرفی شد. میفر در دو مدل بدنه دو در و چهار در عرضه می‌شد و از طیفی از موتورهای شش سیلندر خطی و V8 نیرو می‌گرفت. تغییرات طراحی در Mayfair در طول دوره تولید آن انجام شد، از جمله جلوپنجره‌های اصلاح شده، چراغ‌های عقب و تزئینات جانبی. Mayfair بعداً با سری Dodge Custom جایگزین شد.